# David Gugganig
David Gugganig (Spittal an der Drau, 10 febbraio 1997) è un calciatore austriaco, difensore dello WSG Tirol.

## Biografia
È fratello minore di Lukas Gugganig, anch'egli calciatore nel ruolo di difensore.

## Caratteristiche tecniche
È un difensore centrale.

## Carriera

### Club
Cresciuto nel settore giovanile del SC Mühldorf dal 2011 al 2014 ha militato nell'AKA Kärnten, società affiliata al Wolfsberger, prima di passare al Salisburgo. Dirottato subito verso la società satellite del Liefering, il 6 marzo 2015 ha esordito fra i professionisti disputando l'incontro di Erste Liga vinto 3-0 contro il Wacker Innsbruck. Ceduto in prestito al WSG Wattens nel gennaio del 2017, si è imposto fin da subito come elemento cardine della difesa convincendo il club a tesserarlo a titolo definitivo al termine della stagione. Il 17 marzo 2019 ha trovato le sue prime reti in carriera grazie alla doppietta segnata contro il Floridsdorfer.
Al termine della stagione 2018-2019 è stato promosso in Bundesliga dopo aver vinto il campionato di seconda divisione con due punti di vantaggio sul Ried secondo, a quasi cinquant'anni dall'ultima partecipazione. Ha debuttato nella massima serie austriaca il 27 luglio 2019 vincendo per 3-1 la sfida casalinga contro l'Austria Vienna.
Nell'estate 2021, scaduto il suo contratto con i tirolesi, si trasferisce al Wolfsberger, firmando un contratto per due stagioni con opzione per una terza. 
Esordisce in bianconero il 16 luglio nella vittoria di coppa d'Austria contro il Wiener SC, subentrando al minuto 74'. Il 25 luglio fa il suo esordio in campionato nel pareggio contro l'Austria Klagenfurt, sempre subentrando a gara in corso.

### Nazionale
Ha giocato nella nazionale austriaca Under-17.

## Statistiche
Statistiche aggiornate al 31 agosto 2022.

### Presenze e reti nei club
| Stagione               | Squadra                | Campionato             | Campionato | Campionato | Coppe nazionali | Coppe nazionali | Coppe nazionali | Coppe continentali | Coppe continentali | Coppe continentali | Altre coppe | Altre coppe | Altre coppe | Totale | Totale | Totale |
| Stagione               | Squadra                | Comp                   | Pres       | Reti       | Comp            | Pres            | Reti            | Comp               | Pres               | Reti               | Comp        | Pres        | Reti        | Pres   | Reti   |        |
| ---------------------- | ---------------------- | ---------------------- | ---------- | ---------- | --------------- | --------------- | --------------- | ------------------ | ------------------ | ------------------ | ----------- | ----------- | ----------- | ------ | ------ | ------ |
| 2014-2015              | Liefering              | 1L                     | 10         | 0          |                 | -               | -               |                    | -                  | -                  |             | -           | -           | 10     | 0      |        |
| 2015-2016              | Liefering              | 1L                     | 17         | 0          |                 | -               | -               |                    | -                  | -                  |             | -           | -           | 17     | 0      |        |
| 2016-gen. 2017         | Liefering              | 1L                     | 2          | 0          |                 | -               | -               |                    | -                  | -                  |             | -           | -           | 2      | 0      |        |
| Totale Liefering       | Totale Liefering       | Totale Liefering       | 29         | 0          |                 | -               | -               |                    | -                  | -                  |             | -           | -           | 29     | 0      |        |
| gen.-giu. 2017         | WSG Swarovski Tirol    | 1L                     | 16         | 0          | CA              | 0               | 0               |                    | -                  | -                  |             | -           | -           | 16     | 0      |        |
| 2017-2018              | WSG Swarovski Tirol    | 1L                     | 33         | 0          | CA              | 0               | 0               |                    | -                  | -                  |             | -           | -           | 33     | 0      |        |
| 2018-2019              | WSG Swarovski Tirol    | 1L                     | 23         | 2          | CA              | 2               | 0               |                    | -                  | -                  |             | -           | -           | 25     | 2      |        |
| 2019-2020              | WSG Swarovski Tirol    | BL                     | 23         | 0          | CA              | 2               | 0               |                    | -                  | -                  |             | -           | -           | 25     | 0      |        |
| 2020-2021              | WSG Swarovski Tirol    | BL                     | 31         | 2          | CA              | 2               | 0               |                    | -                  | -                  |             | -           | -           | 33     | 2      |        |
| Totale Swarovski Tirol | Totale Swarovski Tirol | Totale Swarovski Tirol | 126        | 4          |                 | 6               | 0               |                    | -                  | -                  |             | -           | -           | 132    | 4      |        |
| 2021-2022              | Wolfsberger            | BL                     | 16         | 1          | CA              | 2               | 0               |                    | -                  | -                  |             | -           | -           | 18     | 1      |        |
| 2022-2023              | Wolfsberger            | BL                     | 4          | 0          | CA              | 0               | 0               | UECL               | 0                  | 0                  |             | -           | -           | 4      | 0      |        |
| Totale Wolfsberger     | Totale Wolfsberger     | Totale Wolfsberger     | 20         | 1          |                 | 2               | 0               |                    | 0                  | 0                  |             | -           | -           | 22     | 1      |        |
| Totale carriera        | Totale carriera        | Totale carriera        | 175        | 5          |                 | 8               | 0               |                    | -                  | -                  |             | -           | -           | 183    | 5      |        |

## Palmarès
- Campionato austriaco di seconda divisione: 1

WSG Wattens: 2018-2019